# Chiayi-Klasse
Die Chiayi-Klasse ist eine Klasse von Patrouillenschiffen der Küstenwache der Republik China (Taiwan).

## Geschichte
Die vier Einheiten der Klasse sind Teil eines 42,6 Milliarden NT-Dollar (1,4 Milliarden US-Dollar) umfassenden Neubauprogramms zur Unterstützung der taiwanesischen Schiffbauindustrie und Modernisierung der eigenen Küstenwache. Dieses Programm umfasst neben der Chiayi-Klasse, weitere sechs 1000-Tonnen- und fünfzehn 100-Tonnen-Patrouillenfahrzeuge. Die Kosten zum Bau der vier Schiffe in Fregattengröße werden sich auf geschätzt 11,74 Milliarden NT-Dollar (392 Millionen US-Dollar) belaufen.

## Schiffe
| Kennung | Name           | Bestellung       | Kiellegung        | Stapellauf        | Indienststellung |
| ------- | -------------- | ---------------- | ----------------- | ----------------- | ---------------- |
| CG5001  | Chiayi (嘉義)  | 30. April 2019   | 30. Oktober 2019  | 2. Juni 2020      | 29. April 2021   |
| CG5002  | Hsinchu (新竹) | 11. März 2020    | 28. August 2020   | 29. April 2021    | 22. April 2022   |
| CG5003  | Yunlin (雲林)  | 28. Juni 2021    | 27. Dezember 2021 | 12. Dezember 2022 | 9. März 2024     |
| CG5005  | Taipei (台北)  | 9. November 2022 | 19. Mai 2023      | 9. März 2024      |                  |

## Ähnliche Schiffe
- Legend-Klasse – Klasse der United States Coast Guard (4600 t)
- Haixun-Klasse – Klasse der China Maritime Safety Administration (5418 t)
- Thor – Einheit der isländischen Küstenwache